# Gartosofta
Gartosofta är ett naturreservat i Torsby kommun i Värmlands län.
Området är naturskyddat sedan 2001 och är 68 hektar stort. Reservatet omfattar berget med detta namn och består av naturskog med inslag av lövträd.